# إليوت ليستير
إليوت ليستير (بالإنجليزية: Elliott Lester)‏ هو كاتب سيناريو ومخرج بريطاني، ولد في القرن العشرين في لندن في المملكة المتحدة.

## وصلات خارجية
- إليوت ليستير على موقع IMDb (الإنجليزية)
- إليوت ليستير على موقع ألو سيني (الفرنسية)
- إليوت ليستير على موقع أول موفي (الإنجليزية)
- إليوت ليستير على موقع قاعدة بيانات الأفلام السويدية (السويدية)
- إليوت ليستير على موقع قاعدة بيانات الفيلم (الإنجليزية)
- إليوت ليستير على موقع كينوبويسك (الروسية)
- إليوت ليستير على موقع كينوبويسك (الروسية)